# Jang Ťie-čch’
Jang Ťie-čch' (čínsky 杨洁篪, pinyin: Yáng Jiéchí, *květen 1950, Šanghaj) je čínský politik, v letech 2007 až 2013 ministr zahraničních věcí Čínské lidové republiky, poté státní poradce.
Studoval univerzitu v Bathu a v Londýně tamní School of Economics and Political Sciences v letech 1973 až 1975. Sloužil v diplomatických službách, od roku 1983 ve Spojených státech, v letech 2001 až 2005 tam byl velvyslancem Čínské lidové republiky. V té době se snažil mimo jiné o snížení napětí mezi oběma zeměmi po srážce špionážního amerického letadla EP-3 s čínskou stíhačkou u pobřeží ostrova Chaj-nan v roce 2001. Poté byl náměstkem ministra zahraničí.
V roce 2007 se stal členem ústředního výboru Komunistické strany Číny, do které vstoupil v roce 1971.
27. dubna 2007 nahradil ve funkci ministra zahraničí Li Čao-singa, který odstoupil z důvodu dosažení věku 65 let. Věnoval se kupříkladu řešení územních sporů v Jihočínském moři, kde prosazoval bilaterální rozhovory oproti úsilí oponentů čínských územních požadavků o multilaterální nebo zprostředkované řešení. Po 12. čínském národním kongresu na začátku roku 2013 funkci ministra zahraničí opustil a byl nahrazen dosavadním náměstkem ministra Wang Im. Sám Jang se stal jedním z pěti státních radů.